# Нил
Нил (араб. النيل‎, Эн-Ниль; англ. Nile, егип. jtrw Ятрау или ḥꜥpj Хапи, копт. Ⲫⲓⲁⲣⲟ Фиаро) — крупнейшая по протяжённости река в Африке, одна из величайших по протяжённости речных систем в мире. Слово «Нил» происходит от греческого названия реки «Нейлос» (Νεῖλος).
Река берёт начало на Восточно-Африканском плоскогорье и впадает в Средиземное море, образуя дельту площадью 24 тыс. км². Среднегодовой расход воды в устье Нила 2900 м³/с. В верхнем течении принимает крупные притоки — Эль-Газаль (левый) и Асуа, Собат, Голубой Нил и Атбара (правые). Ниже устья правого притока Атбары Нил течёт по полупустыне, не имея притоков (кроме временных рек) на протяжении последних 3000 км.
Водная система Нила считается самой длинной на Земле. Однако, по мнению бразильских исследователей, самая длинная речная система у Амазонки — по этим данным, её длина составляет 6992 километра, в то время как длина системы Нила — 6852 километра.
Площадь бассейна реки Нил составляет 3349 тыс. км². Исток находится в Руанде, это река Рукарара, впадающая в реку Кагера. Сток воды сильно и резко изменяется в течение года. Суммарная длина судоходных участков составляет 3200 км. Воды реки используются для орошения и производства электроэнергии. В дельте и долине Нила проживает почти всё население и базируется почти вся экономика Египта. Крупнейшими городами являются Каир, Хартум, Асуан, Александрия.

## Этимология
| i | t · r | w | mw |

| i | t · r | w | mw |

| H | a · p · y | N36 |

| H | a · p · y | N36 |

Название «Нил» происходит от греческого Νεῖλος и латинского Nilus. Первоначальное название может происходить от семитского корня nahal, имеющего значение «долина», или «речная долина», или в широком понимании — «река» или из языка ливийских племён, в котором значение «вода» имело слово «lil», которое в дальнейшем преобразовалось в форму «nil». На разных участках своего течения Нил имеет разные названия. Началом реки считается Кагера, основным истоком которой является Рукарара, впадающая в Мвого, которая в свою очередь впадает в Ньяворонго, а она, при слиянии с Рувуву, наконец образует Кагеру, впадающую в озеро Виктория. Происхождение названий этих рек не установлено. Следующий участок до озера Альберт называется Виктория-Нил, далее до притока Асуа — Альберт-Нил, после — Бахр-эль-Джебель (с араб. горная река). Только после впадения в неё левого притока Эль-Газаль река получает название Белый Нил (с араб. Бахр-эль-Абьяд — белая река).
Основное название — Нил — река имеет ниже слияния с крупнейшим притоком Голубой Нил. Три притока Белого Нила имеют названия, связанные с цветом: Собат (с араб. Бахр-эль-Асфар — «жёлтая река»), Голубой Нил (с араб. Бахр-эль-Азрак — «голубая река»), Атбара (араб. Бахр-эль-Асвад — «чёрная река») — правый приток ниже Хартума. По всей видимости, названия в цветах не случайны и имеют нераскрытое символическое значение.

## Общие характеристики
Длину Нила часто отсчитывают от озера Виктория (исток Белого Нила), хотя в него и впадают довольно крупные реки. Высота его — 1134 м над уровнем моря. Длина Нила от озера Виктория до Средиземного моря — примерно 5600 км.
Самой удалённой точкой водной системы Нила можно считать исток реки Рукарара — одной из составляющих реки Кагера, которая берёт начало с высоты более 2000 м на одном из горных массивов Восточной Африки к югу от экватора и впадает в озеро Виктория.
Площадь бассейна, по разным данным, — 2,8—3,4 млн км² (полностью или частично охватывает территории Руанды, Кении, Танзании, Уганды, Эфиопии, Эритреи, Южного Судана, Судана и Египта).
Средний расход у Асуана составляет 2600 м³/с, но в разные годы возможны колебания от 500 м³/с до 15 000 м³/с.

## Вопрос об истоке Нила

### Античные представления
Над вопросом об истоках Нила бились европейские умы со времён Геродота, который в своей «Истории» выступил с опровержением мнения о том, что разлив Нила происходит от таяния снегов в его верховьях. Согласно карте Геродота, Нил сливается с Нигером. Кроме того, «отец истории» приводит известие саисского жреца, что воды Нила бьют ключом из земли между Сиеной (ныне Асуан) и Элефантиной, причём половина их течёт на юг, а другая половина — на север.
Никто из известных путешественников древности не поднимался по Нилу выше Сэдда. По словам Агатархида, дальше всех на юг проникли моряки Птолемея II, установившие, что причиной разлива является сезон ливней на Эфиопском нагорье. В классическом искусстве Нил было принято изображать в виде божества с задрапированной головой, что намекало на неведомость его истоков.
В труде Птолемея утверждалось, что исток реки Нил находится в Лунных горах, и такое мнение бытовало вплоть до начала Нового времени.

### Новое время
В Новое время вслед за Перо да Ковильяном в Эфиопию последовали португальские иезуиты. По крайней мере, двое из них, Перо Паэс (1564—1622) и Жеронимо Лобо (1593—1678), видели исток Голубого Нила. Правда, их сообщения были опубликованы только в XX веке, а в 1790 году шотландский путешественник Джеймс Брюс подробно рассказал об истоках Голубого Нила в своём сочинении «Странствия в поисках источника Нила».
Насчёт происхождения Белого Нила очень долго не было единого мнения. Древние авторы (как, например, Плиний Старший) принимали за верховья Белого Нила реку Нигер и потому писали о том, что Нил берёт начало «на горе в нижней Мавритании». В Новое время возобладало предположение о существовании в центре Африки огромного озера, из которого берут начало Конго, Нигер и Нил.
Озеро Виктория, из которого вытекает Белый Нил, было открыто в 1858 году Джоном Хеннингом Спиком, который через пять лет телеграфировал из Александрии в Лондон: «С Нилом всё в порядке». Окончательность предложенного Спиком решения «нильского вопроса» поставил под сомнение его напарник Ричард Фрэнсис Бёртон. Спор Спика и Бёртона был разрешён в пользу первого только в 1871 году, когда журналист Генри Мортон Стэнли обследовал верховья Белого Нила в районе Рипонских водопадов.
Самый южный из истоков Нила обнаружил в 1937 году немецкий путешественник Бурхард Вальдекер — беря начало у подножия горы Кикизи (Бурунди), он является частью водной системы реки Кагера, которая впадает в озеро Виктория. В 1950—1951 годах экспедиция Жана Лапорта смогла впервые проплыть всю реку от истока, где Вальдекер соорудил в 1938 году символическую пирамиду, и до устья.

## Течение Нила
Нил течёт с юга на север. Характер течения Нила бурный, в нижнем течении спокойный. На реке расположено несколько островов: Агилкия, Биггех Гезира, Гезирет-ан-Набатат, Гезирет-Варрак-эль-Хадр, Замалек, Рода, Сехель, Саи, Гезирет-Тути, Филы и Элефантина.

### Кагера
Река Кагера, впадающая в озеро Виктория близ танзанийского города Букоба, представляет собой наибольший приток, питающий озеро, однако источники расходятся в понимании, какой именно из истоков Кагеры считать истоком Нила как такового. Это либо река Рувиронза (самый южный из притоков), истекающая из провинции Бурури, Бурунди; либо река Ньяваронго (самый крупный из притоков), начинающаяся в лесах Ньюнгве, Руанда. Обе эти реки сливаются близ водопада Русумо, на границе между Руандой и Танзанией.
Длина собственно Кагеры от места слияния истоков до впадения в озеро Виктория составляет около 420 км, а если считать от самой отдалённой точки её гидрографической системы — истока реки Рукарара, то около 800 км. Русло реки проходит через широкую заболоченную долину, принимая воды многочисленных небольших озёр

### Виктория-Нил
Река, берущая начало в озере Виктория, называется Виктория-Нил. Место истока близ Джинджи отмечено монументом. У истока расположены ГЭС Оуэн-Фолс и Киира, далее река идёт через водопад Буджагали и ГЭС Буджагали примерно в 15 км вниз по течению.
Затем она течёт на север и запад через Уганду, питая озеро Кьога в центре страны и затем снова на запад. У водопада Карума она проходит под мостом Карума-Бридж в юго-восточном углу национального парка Мерчисон-Фолс. Построенный в 1963 году для поддержки хлопковой промышленности, ко времени противостояния с Господней армией сопротивления Карума-Бридж стал ключевой остановкой на пути в Гулу, на которой формировались транспортные конвои, отправляемые затем далее на север под охраной военных. В 2009 году правительство Уганды анонсировало строительство в нескольких километрах от моста ГЭС мощностью 750 МВт. Всемирный банк подтвердил финансирование станции мощностью в 200 МВт, однако Уганда выбрала более мощный проект, намереваясь покрыть разницу за счёт нефтяных доходов.
Перед озером Альберт Виктория-Нил попадает в узкий каньон шириной около 7 м и затем образует водопад Кабарега (Мерчисон-Фолс), отмечающий начало западной ветви Восточно-Африканского рифта. Река впадает в озеро Альберт напротив Синих гор в Демократической Республике Конго

### Альберт-Нил
Вытекая из озера Альберт, река приобретает название Альберт-Нил. Единственный мост, пересекающий её на этом участке, находится в районе Небби в Северной Уганде. Между Аджумани и Мойо ходит паром, навигация по реке осуществляется небольшими лодками и каноэ.

### Бахр-эль-Джебель
900-километровый участок, называемый Бахр-эль-Джебель, по-арабски «река гор», между городами Джуба и Малакаль, выйдя из пределов нагорья, протекает через заболоченный район Сэдд, расположенный в обширной плоской котловине.
Заболачивание происходит из-за того, что огромные массы водорослей и папируса загромождают русло, русло распадается на ряд рукавов, скорость потока падает, и большая часть принесённых с гор вод разливается по поверхности, испаряется, расходуется водной растительностью. Островки водной растительности, именуемые сэддами, в высокую воду отрываются от илистого грунта и медленно плывут вниз по течению. Сталкиваясь и сливаясь друг с другом, они часто закупоривают русло и мешают судоходству.
При пересечении района Седд до 2/3 воды теряется на испарение, питание водной растительности и заполнение впадин.
Самые крупные притоки в этой части течения, имеющие истоки на западе Эфиопии — Эль-Газаль («река газелей») и Собат, воды которого, стекая с гор, содержат большое количество взвесей и имеют характерный мутно-жёлтый (беловатый) цвет.
Бахр-эль-Джебель проходит через Джубу, столицу Южного Судана, которая представляет собой самый южный судоходный пункт в системе Нила, а затем через Кодок, место Фашодского кризиса 1898 года, ознаменовавшего конец колониального раздела Африки. Затем река течёт на север через Судан и у Хартума, столицы Судана, сливается с Голубым Нилом, формируя собственно Нил.

### Белый Нил
Ниже Собата река получает название Белый Нил (Бахр-эль-Абьяд), оставляет позади область болот и далее спокойно течёт в широкой долине по полупустынной местности до Хартума, где сливается с Голубым Нилом. Отсюда и до Средиземного моря река именуется Нил (Эль-Бахр). Голубой Нил значительно короче Белого, но в формировании режима Нила ниже Хартума он играет гораздо более важную роль. Голубой Нил берёт начало с Эфиопского нагорья, вытекая из озера Тана. С этого же нагорья Нил получает свой последний многоводный приток — Атбару.
Длина собственно Белого Нила 957 км, ширина русла 1—2 км, площадь водосборного бассейна — 1059 тыс. км². В верховьях расход воды равномерный (в среднем за год 453 м³/с), ниже впадения Собата расход значительно возрастает. Средний расход воды у Хартума 808 м³/с (максимум — в октябре, 1354 м³/с). Во время паводков (с июня по сентябрь) Белый Нил даёт менее 30 % общего стока Нила. В маловодье (с апреля по май) обеспечивает около 80 % общего стока. В 40 км выше Хартума — плотина Гебель-Аулия, которая создана для регулирования стока нижнего Нила. Возле города Кости имеется разводной железнодорожный мост. Воды используются для орошения. Судоходен от города Джуба до устья.
Своё название Белый Нил получил из-за большого количества белой глины, которое приносит его приток Собат.
В XIX веке усилия европейских исследователей по поиску истока Нила были в основном сосредоточены на поиске истока Белого Нила, который оказался затерян на просторах Чёрной Африки. До XX века истоком Белого Нила считалось озеро Виктория, однако в 1937 году немецкий исследователь Буркхард Валдекер изучил бассейн озера и обозначил в качестве истока Белого Нила реку Кагера.

### Исчезнувший приток
Во времена «атлантического оптимума» существовал ещё один большой приток слева — «Жёлтый Нил» — который сходил с Дарфурского нагорья, и, пройдя через (тогда ещё) степные районы, впадал в Нил близ старой Донголы. Около трёх тысячелетий назад, вследствие непрекращающегося иссушения климата и наступления пустынь, он прекратил своё существование. Ныне от него осталась лишь вади Ховар, в верховьях формирующая часть границы Чада и Северного Дарфура, а далее теряющаяся в песках Ливийской пустыни.

### Нильские пороги
Ниже устья последнего крупного притока (Атбара), примерно в 300 км от Хартума, начинается Нубийская пустыня.
Здесь Нил делает большую излучину, прорезая плато, сложенное твёрдыми песчаниками (см. Гебель эс-Сильсила), и пересекает ряд порогов (катаракты). Всего между Хартумом и Асуаном насчитывается 6 порогов. Первый из них, ближайший к устью, находится в районе Асуана, к северу от Асуанской плотины.
Вплоть до 1960-х годов (то есть до возведения на территории Египта Высотной Асуанской плотины в 270 км от суданско-египетской границы) пороги представляли серьёзное препятствие для сплошного судоходства. В районе порогов круглогодичное плавание было возможно лишь на лодках. Для постоянного судоходства использовались участки между Хартумом и Джубой, Асуаном и Каиром, Каиром и устьем Нила.
Теперь здесь разлилось искусственное водохранилище (Озеро Насер — بحيرة ناصر), откуда Нил вновь направляется на север сквозь плодородную долину шириной 20—50 км, которая в начале антропогена была заливом Средиземного моря.
В результате постройки в Судане плотины Мерове в 2000-х годах был затоплен 4-й порог.
900-километровый участок между порогами и Каиром имеет небольшой уклон и окружён долиной шириной до 20—25 км.

### Дельта
В 20 км севернее египетской столицы Каира начинается растущая дельта Нила с многочисленными рукавами, протоками и озёрами, которая тянется на 260 км вдоль побережья Средиземного моря от Александрии до Порт-Саида. Здесь Нил распадается на 9 больших и заметно большее количество малых рукавов, основными судоходными являются Думьят (Дамьетта; восточный) и Рашид (Розетта; западный), длина каждого из них составляет около 200 км. На севере дельты расположены лагунные озёра Мензала, Буруллус, Марьют. Дельта образовалась на месте морской бухты, постепенно заполнившейся речными наносами. По площади (24 тыс. км²) дельта Нила почти равна Крымскому полуострову.
«Дельтой» устье Нила назвали греческие географы, которые сравнили его треугольную форму с буквой Δ греческого алфавита, дав таким образом название всем речным дельтам земного шара. Осадки, которые Нил выносит в Средиземное море, создают великолепную пищевую базу для рыбных богатств Восточного Средиземноморья.

#### Каналы
Каналы Ибрахимия и Юсуф служат для снабжения нильскими водами озера Карун и для орошения оазиса Файюм. Канал Исмаилия доставляет пресные воды Нила в окрестности Суэцкого канала. Канал Махмудия снабжает пресной водой Александрию и прилегающую местность.
Канал Юсуф
Возможно, ещё во времена Двенадцатой Династии фараон Сенусерт III проложил с запада на восток через вади Тумилат канал, соединяющий Нил с Меридовым озером для беспрепятственной торговли с Пунтом. Канал был достроен около 500 года до нашей эры царём Дарием Великим, персидским покорителем Египта. В память этого события Дарий установил гранитные стелы на берегу Нила, в том числе одну близ Карбета.

## Фауна
Животный мир Нила достаточно разнообразен. Здесь встречаются крокодилы, черепахи, очень разнообразны змеи, включая два вида кобр, нильский окунь, масса которого может достигать 140 кг. Кроме него промысловое значение имеют многопёры, тигровая рыба, сомы, зубатый карп, африканский карп.

## Значение
Нил — единственная река Северной Африки, которая проходит через Сахару и доносит свои воды до Средиземного моря, являясь источником жизни в безводной пустыне. Постоянный водоток Нила существует за счёт осадков, выпадающих в более южных областях и питающих его истоки. Белый Нил, начинаясь в экваториальном поясе, получает питание от круглогодичных дождей. В верховьях уровень его очень высок и довольно постоянен, так как он ещё регулируется озёрами. Однако в пределах Верхне-Нильской котловины (Сэдд) большое количество воды теряется на испарение, и в питании Нила ниже Хартума более важное значение имеет Голубой Нил, который несёт обильные воды после летних дождей, выпадающих на Абиссинском нагорье. Наибольший расход на нижнем Ниле в этот период примерно в 5 раз превышает расход в межень.
Водные ресурсы Нила с древних времён используются для орошения и естественного удобрения полей, рыболовства, водоснабжения и судоходства. Сейчас используется и гидроэнергия, энергетические ресурсы Нила оцениваются в 50 ГВт. Суммарная длина судоходных участков составляет 3,2 тыс. км. В среднем течении судоходны участки от Хартума до Джубы, от Нимуле до озера Альберт, выше которого судоходство возможно только на отдельных участках. Водный транспорт использует не только сам Нил, но и каналы Юсуф, Ибрахимия, Мансурия, Исмаилия, озёра Виктория, Кьога, Альберт, Тана.

### Значение для Египта
Особенно важна река для Египта, где в прибрежной полосе шириной 10—15 км проживает около 97 % населения страны. Нил в нижнем течении периодически разливается, затопляя всю долину. Притоки Нила, стекающие с Абиссинского нагорья, приносят большое количество ила, оседающего во время разлива. Это регулярное удобрение играет огромную роль в земледелии Египта.
Создание Асуанского гидрокомплекса способствовало многолетнему регулированию стока Нила, ликвидировало угрозу катастрофических наводнений (ранее во время половодья уровень воды в реке у Каира поднимался до 8 м) и позволило увеличить общую площадь орошаемых земель. Следует признать, однако, что строительство Высотной Асуанской плотины и ГЭС, завершённое в 1970 году, положив конец весенним наводнениям, одновременно лишило сельское хозяйство Египта важнейшего природного удобрения — ила. Но контроль над поступлением воды создал условия для круглогодичного орошения, и теперь в некоторых областях можно снимать даже три урожая в год.
На Ниле стоят крупные города Хартум, Асуан, Луксор (Фивы), городская агломерация Каир-Гиза; в дельте — Александрия. Река Нил к северу от Асуана представляет собой популярный туристический маршрут.
Нил (Iteru на древнеегипетском языке) представлял собой источник жизни для древнеегипетской цивилизации уже с каменного века. Именно в его долине расположены все города Египта и до сих пор проживает практически всё его население.